# Algo tienes
«Algo Tienes» es una canción dance-pop interpretada por la cantante mexicana Paulina Rubio, e incluida originalmente en su séptimo álbum de estudio, Pau-latina (2004). Durante el segundo cuarto del año 2004, «Algo Tienes» fue lanzada por el sello Jive Records como el tercer sencillo del álbum.

## Video
«Algo Tienes» se rodó en Torrance, una ciudad de California en Estados Unidos. El video de se hizo en un día, con un total de 20 horas de grabaciones y varios cambios de vestuario.
La creación estuvo a cargo de tres expertos: la dirección estuvo en manos del mexicano Dago González; el diseño de producción lo hizo el venezolano Cristóbal Valecillos, y la fotografía la realizó el boricua PJ López. Este trío ha trabajado para artistas como Madonna, Britney Spears, Pink y Christina Aguilera, además de otras estrellas latinas como Alejandro Sanz, Ricky Martin y Shakira.
Las tomas se hicieron en una construcción donde Paulina arma una gran fiesta que termina convirtiéndose en una enorme discoteca, con ella como "dj" (encargada de poner la música). "La chica dorada" se muestra muy sexy en el material cubierta totalmente de cinta con la palabra ¡CAUTION (Precaución)!, curiosamente la cantante Lady GaGa hace algo similar en su video Telephone.
Desde el tiempo 02:46 a casi al final del video, se muestra a Paulina como una DJ y a sus bailarines en breakdance, al mismo tiempo se escucha una voz grave de hombre diciendo ¡PAULINAAAA!, lo cual se escucha algo tétrico —cosa que no sucede en la pista del disco.

## Formatos
| CD-sencillo |                                      |          |  |
| N.º         | Título                               | Duración |  |
| 1.          | «Algo Tienes» (Original Versión)     | 03:07    |  |
| 2.          | «Algo Tienes» (Versión Instrumental) | 03:07    |  |

## Posicionamiento en listas
| Listas (2004)           | Mejor posición |
| ----------------------- | -------------- |
| Paraguay (Radio Latina) | 7              |